# Rischenau
Rischenau ist einer von zehn Ortsteilen der Stadt Lügde im Kreis Lippe in Nordrhein-Westfalen. Der Ortsteil hatte am 31. Dezember 2021 1.045 Einwohner. Der derzeitige Ortsbürgermeister (Stand: Ende 2023) ist Herbert Begemann.

## Lage
Rischenau liegt auf einer Höhe von 212 m ü. NHN, rund zehn Kilometer südöstlich von der Kernstadt Lügde entfernt. Die Flächengröße der Ortschaft beträgt 11,775 km²; damit ist Rischenau hinter der Kernstadt und Elbrinxen der drittgrößte Ortsteil von Lügde.

## Geschichte
Rischenau wurde im Jahr 1269 als Ryschenawe erstmals urkundlich erwähnt. Die Grafen von Schwalenberg gründeten die Siedlung, errichteten eine Burg und verliehen Rischenau 1280 Stadtrechte. Zuvor gab es bereits eine ältere, kleine Burg bei Rischenau über die aber bisher nur wenig bekannt ist. Stadt und Burg existierten etwas über 100 Jahre, bis beide 1407 in der Eversteiner Fehde und 1447 Soester Fehde niedergebrannt wurden. Aus einem Messregister des Jahres 1529 geht hervor, dass der Ort aus 21 Hausstätten und rund 180 Einwohnern bestand.
Nach der Einrichtung der Postkutschenlinie Kassel-Bremen 1737 wurde Rischenau zu einer Poststation im lippischen Südosten. Im 19. Jahrhundert gab es eine Postlinie von Thurn und Taxis, die von Rischenau nach Detmold, Lemgo und Rinteln führte. Eine zweite preußische Linie führte von Höxter über Rischenau, Bad Pyrmont, Alverdissen und Rinteln über Minden nach Bremen. 1903 wurde die letzte Postkutschenlinie von Höxter nach Rischenau eingestellt. 1847 bekam der Ort die Genehmigung, einen Kram- und Viehmarkt abzuhalten. Nach einer 133-jährigen Tradition wurde der Viehmarkt 1980 in Oktoberfest umbenannt und weitergeführt.
Südlich von Rischenau an der L 946 liegt der zu Rischenau gehörende Ort Biesterfeld. Hier errichtete Graf Simon VI. zur Lippe im 16. Jahrhundert eine Meierei, die später in den Besitz der Witwe Maria Magdalena Simons VII. zur Lippe überging. Anlässlich seiner Hochzeit 1655 erbte ihr Sohn Jobst-Hermann die Meierei und begründete die Seitenlinie Lippe-Biesterfeld. In seiner Regierungszeit erbaute er ein Herrenhaus und mehrere Wirtschaftsgebäude. Erbfolgestreitigkeiten innerhalb des Hauses Lippe wurden vor Gericht zugunsten der Lippe-Biesterfeld-Linie entschieden, die Ende des 19. Jahrhunderts die Regentschaft im Fürstentum Lippe übernahm. Letzter regierender Fürst war Leopold IV., der 1918 abdanken musste. Im Laufe der Jahrhunderte verfielen die Bauten in Biesterfeld. Vom ehemaligen Herrensitz und der Domäne sind heute nur noch vier Gebäude erhalten, nämlich die Biesterfelder Mühle (die heutige Paradiesmühle), das ehemalige Schloss, auf den Grundmauern des heutigen ausgebauten Forsthauses erbaut, das Mägdehaus und die Außenmauern des ehemaligen Brauhauses mit Brennerei, woraus ersichtlich ist, welches Ausmaß die Gesamtanlage einst hatte.

### 20. Jahrhundert
Am 1. September 1921 trat Rischenau Gebietsteile an die neue Gemeinde Falkenhagen ab.
Die vorher selbständige Gemeinde wurde im Rahmen der Kommunalreform am 1. Januar 1970 eingemeindet.

### Ortsname
Neben der Ersterwähnung als Ryschenawe (1269) sind folgende Namen im Laufe der Jahrhunderte belegt: Riskenowe (1298), Ryschenowe (1352), Rysschenow (1392), Rischenouwe (1430 bis 1480), Riskenouwe (1510 bis 1535), Riskenauwe (1529), Rysschenouwe (1535, im Landschatzregister), Rischenau (1590, im Landschatzregister), Rißhenaw (1596), Richenau (1724, im Lügder Bürgerbuch) sowie Rischenau (ab 1731).

## Politik

### Wappen

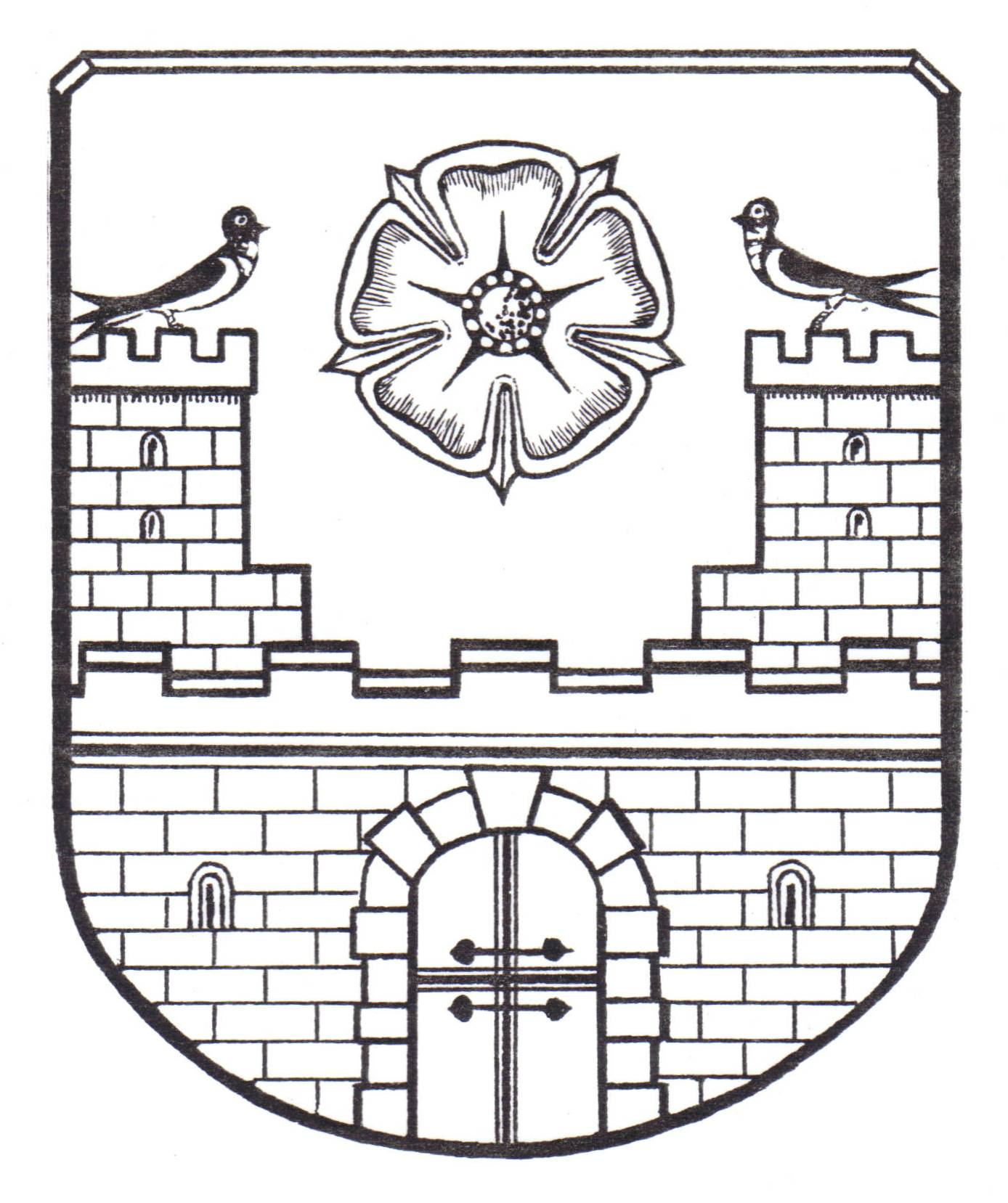
Das Wappen der ehemaligen Gemeinde Rischenau

Das Wappen der ehemaligen Gemeinde Rischenau nimmt anschaulich Bezug auf die mehr als 750-jährige urkundlich belegte Geschichte der Burg und Stadt Rischenau: In der Mitte ist die Lippische Rose zu erkennen, das Wahrzeichen der Region Lippe, darunter stilisiert die Burgmauern der alten Feste Rischenau, auf den Turmzinnen rechts und links jeweils eine Schwalbe, die den Bezug auf die ehem. Grafschaft Schwalenberg nimmt.

## Sehenswürdigkeiten
Die Paradiesmühle am Ortsrand von Rischenau ist die ehemalige Mühle zu Lippe-Biesterfeld.

## Infrastruktur
In Rischenau gibt es ein Dorfgemeinschaftshaus, eine Grundschule, mehrere Gewerbebetriebe (u. a. eine Tankstelle), eine Pizzeria, einen Lebensmittelmarkt, ein Elektro-Fachgeschäft, eine Bäckerei, zwei Geldinstitute, ein Küchenstudio, einen Getränkehandel und eine Tischlerei.

## Belege
1. ↑  Statistik / Stadt Lügde. Abgerufen am 2. Oktober 2022.
2. ↑  Burg Rischenau in der wissenschaftlichen Datenbank „EBIDAT“ des Europäischen Burgeninstituts
3. ↑  Burg auf dem Brink in der wissenschaftlichen Datenbank „EBIDAT“ des Europäischen Burgeninstituts
4. ↑  Heinz Dietz: Die Entdeckung einer kleinen Herrenburg auf dem Brink bei Rischenau, in: Lippische Mitteilungen aus Geschichte und Landeskunde 35 (1966), S. 238–251.
5. ↑  Christian Kuhnke: Lippe Lexikon, Stichwort: Rischenau. Boken Verlag, Detmold 2000. ISBN 3-935454-00-7
6. ↑  Willy Gerking: Die Dörfer der Großgemeinde Lügde in Heimatland Lippe vom August 1984. Seite 276.
7. ↑  Stephanie Reekers: Die Gebietsentwicklung der Kreise und Gemeinden Westfalens 1817–1967. Aschendorff, Münster Westfalen 1977, ISBN 3-402-05875-8, S. 276.
8. ↑  Hauptsatzung der Stadt Lügde (PDF; 340 kB) vom 28. Mai 2014
9. ↑  Martin Bünermann: Die Gemeinden des ersten Neugliederungsprogramms in Nordrhein-Westfalen. Deutscher Gemeindeverlag, Köln 1970, S. 106.
10. ↑  Birgit Meineke: Die Ortsnamen des Kreises Lippe. (= Westfälisches Ortsnamenbuch Band 2). Verlag für Regionalgeschichte, Bielefeld 2010, ISBN 978-3-89534-842-6, S. 407f. (PDF)